# Торнякалнс
То́рнякалнс (латыш. Torņakalns; до 1919 года — рус. Торенсберг, нем. Thorensberg) — микрорайон города Риги, входящий в состав Земгальского предместья, на левом берегу Даугавы. Название (буквально: «Башенная гора») происходит от сторожевой Красной башни, построенной в 1483 году и снесённой в 1642 году (она находилась неподалёку от современной железнодорожной станции Торнякалнс).
На станции Торнякалнс, откуда 14 июня 1941 года отправлялись эшелоны с жителями Риги, высылаемыми в Сибирь по решению НКВД, в память об этом событии установлен так называемый «телячий» вагон того времени.

## Транспорт

### Автобус
- 10: Ул. Абренес — ул. Брукленю — Яунмарупе (Abrenes iela — Brūkleņu iela — Jaunmarupe)
- 23: Ул. Абренес — Баложи (Abrenes iela — Baloži)
- 25: Ул. Абренес — Марупе (Abrenes iela — Mārupe)
- 26: Ул. Абренес — Катлакалнс (Abrenes iela — Katlakalns)
- 44: Золитуде — Зиепниеккалнс (Zolitūde — Ziepniekkalns)
- 46: Золитуде — Зиепниеккалнс (Zolitūde — Ziepniekkalns)
- 56: Даугавгрива — Зиепниеккалнс (Daugavgrīva — Ziepniekkalns)

### Троллейбус
- 19: ул. Петерсалас — Зиепниеккалнс (Pētersalas iela — Ziepniekkalns)
- 24: ул. Петерсалас — А/О Дзинтарс (Pētersalas iela — A/S Dzintars)
- 27: Вокзальная площадь — Зиепниеккалнс (Stacijas laukums — Ziepniekkalns)

В Торнякалнсе, на улице Елгавас, находится 2-й троллейбусный парк Риги.

### Трамвай
- 10: Центральный рынок — Бишумуйжа (Centrāltirgus — Bišumuiža)

В Торнякалнсе, на ул. Типографияс, существует 4-е трамвайное депо. Используется для хранения резервных трамваев.

### Железная дорога
Станция Торнякалнс, через которую курсируют электропоезда в направлениях на Тукумс и Елгаву.